# Зарядный картуз

Раздельно-картузное заряжание корабельного орудия. Снаряд обозначен зелёним цветом, картузы — жёлтым.

Заря́дный карту́з, Картуз — специальная оболочка, сделанная из сырцового шёлка, плотной хлопчатобумажной, ацетатной или другой ткани мешок, обычно цилиндрической формы, в котором размещается метательный заряд артиллерийских и миномётных выстрелов при раздельном заряжании.
К материалу картузов, кроме прочности, предъявляются требование полного сгорания вместе с зарядом при выстреле. Ранее во флоте картузом называлась как оболочка, так и содержащийся в ней порох.

## История
С совершенствованием военного дела, и в частности артиллерийского, было придумано и картузное (раздельное) заряжание. Когда заряд пороха в картузе и средство воспламенения закладываются в камору орудия отдельно от снаряда, одно за другим. Подбирая снаряд, размеры боевого заряда, можно было изменять начальную скорость снаряда, высоту траектории и соответственно дальность его полёта, то есть поражение цели. Также применение зарядного картуза позволило комплектовать заранее[уточнить] артиллерийский выстрел и повысить скорострельность артиллерии.
Боевой припас, в котором используется зарядный картуз, называется раздельно-картузным артиллерийским выстрелом, процесс заряжания им орудия — также раздельно-картузным, а само артиллерийское орудие — картузным орудием.
Зарядный картуз (Картуз зарядный) применяется с XVII века.
В Российской империи картуз, артиллерийский шерстяной мешок, с зарядом пороха, для пушки, мортиры, был введён при Петре I и первоначально сшивался из бумажной, холщовой или шерстяной ткани. К началу XX века он изготовлялся исключительно из шёлковой ткани (зарядный шёлковый картуз), не повреждавшейся молью, не вытягивавшейся в зарядах большого веса и не дававшей тлеющих остатков, создававших угрозу преждевременного выстрела при последующем заряжении.
Матерчатые картузы с порохом использовались в миномётах, в частности, советском 120-мм полковом миномёте. Они закреплялись на хвостовике мины для усиления заряда и, соответственно, повышения дальности стрельбы.

## Галерея

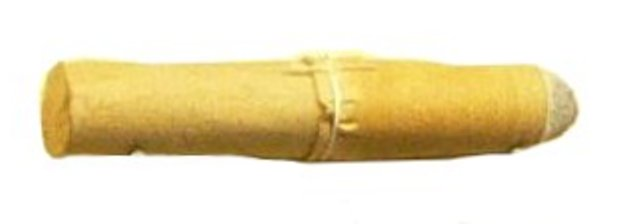
Бумажный картуз, 1866 год.
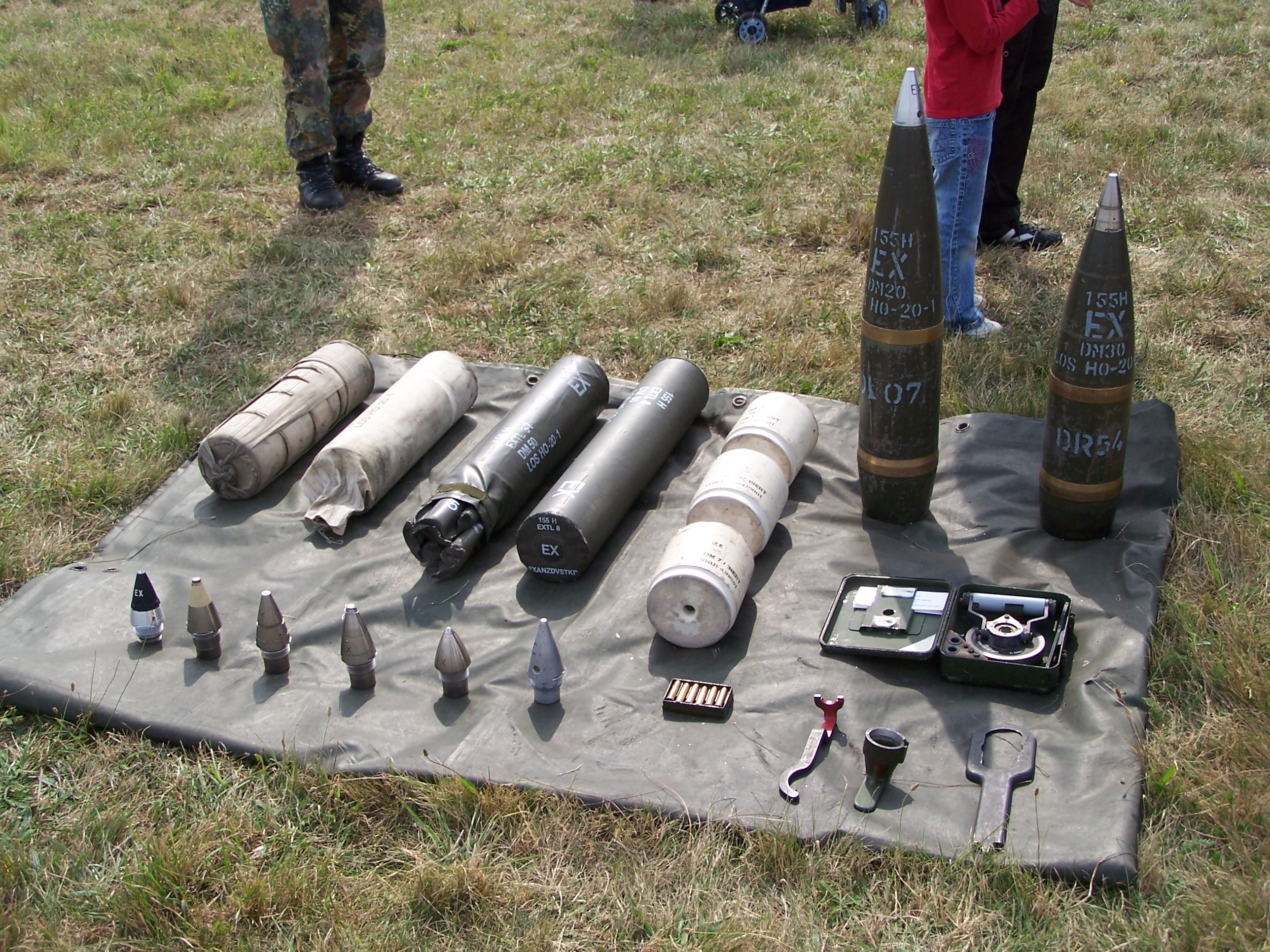
Картузы к самоходной гаубице PzH 2000.
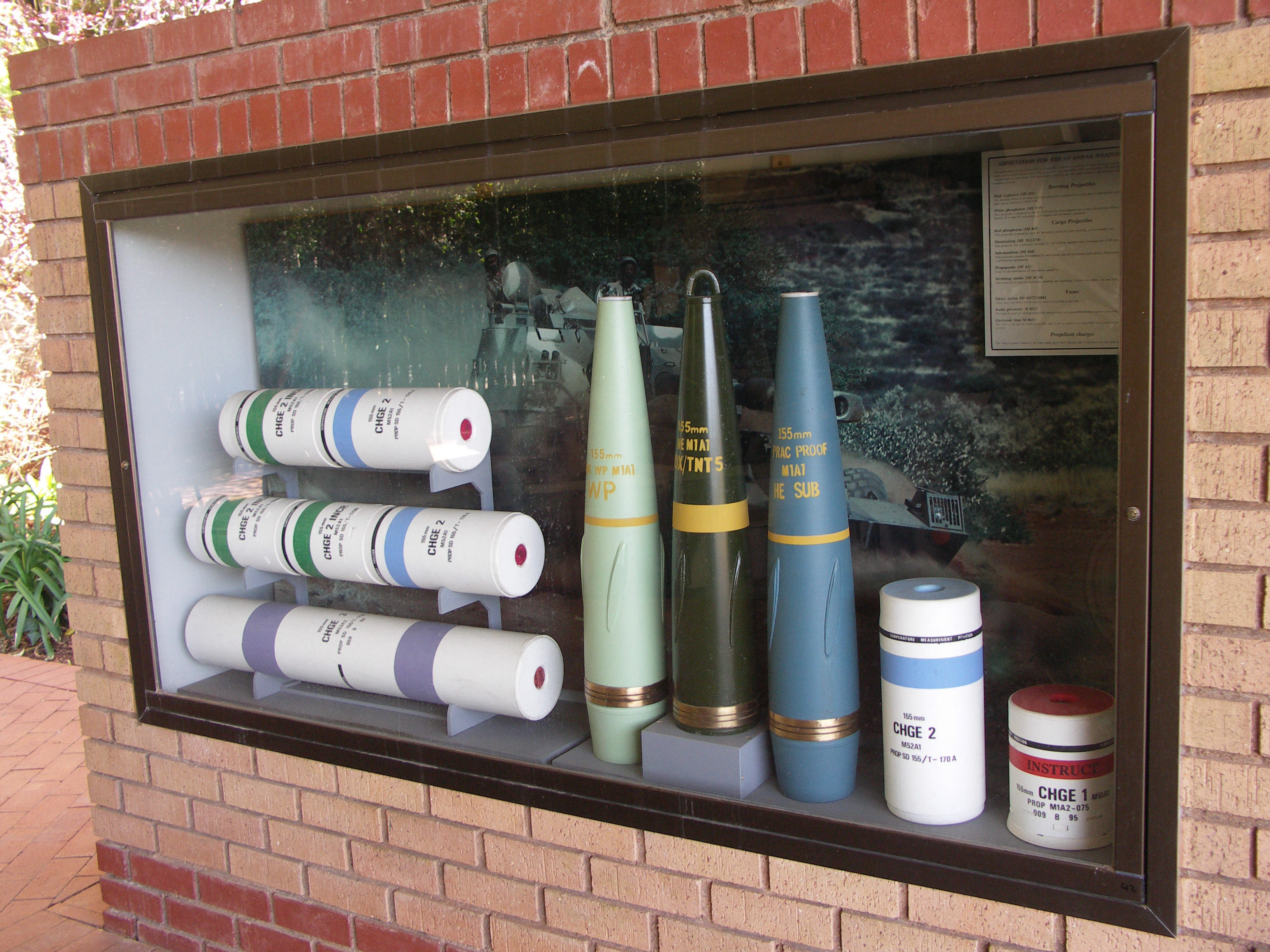
Картузы к самоходной гаубице G6.
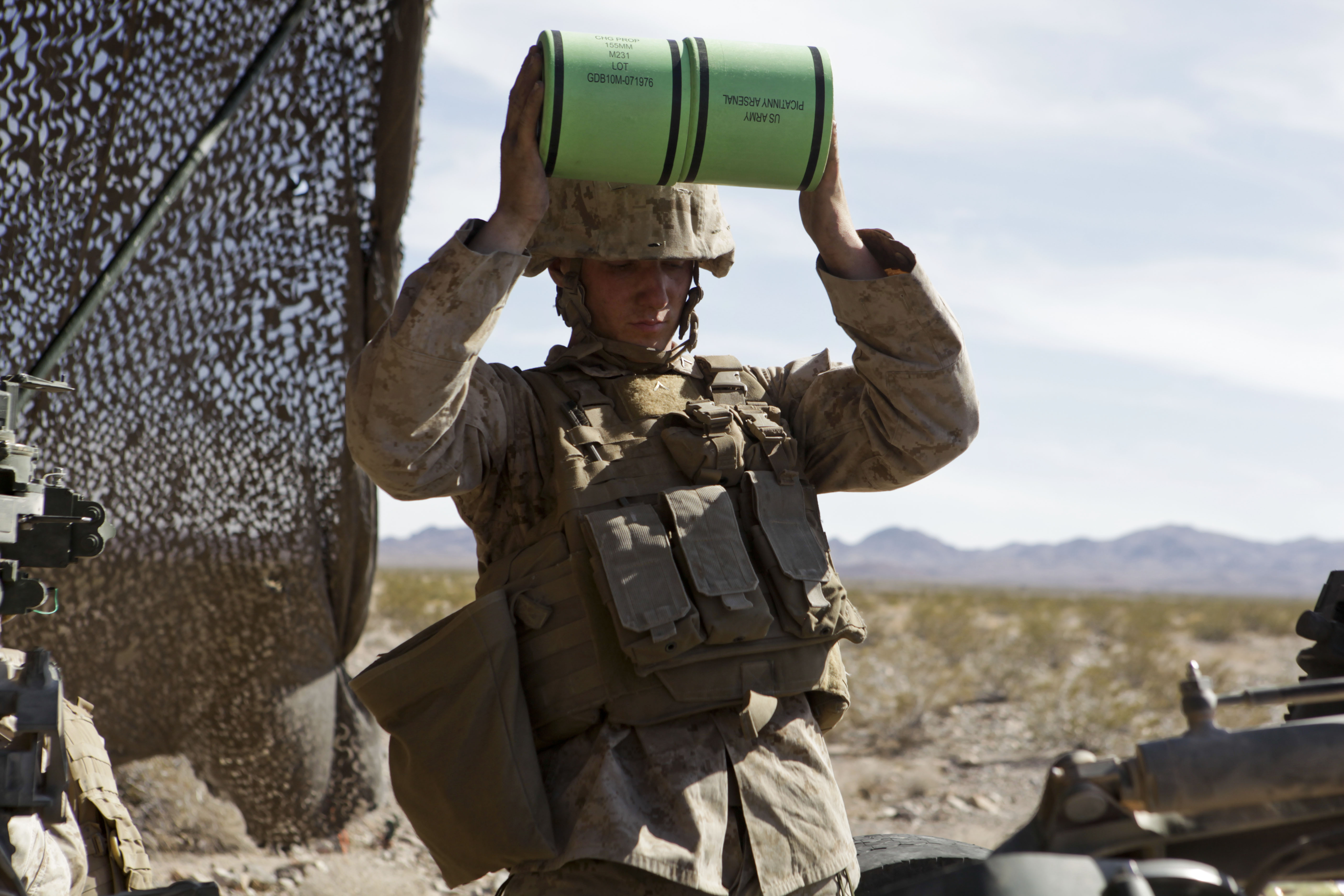
Зарядный картуз к 155-мм гаубице М777.
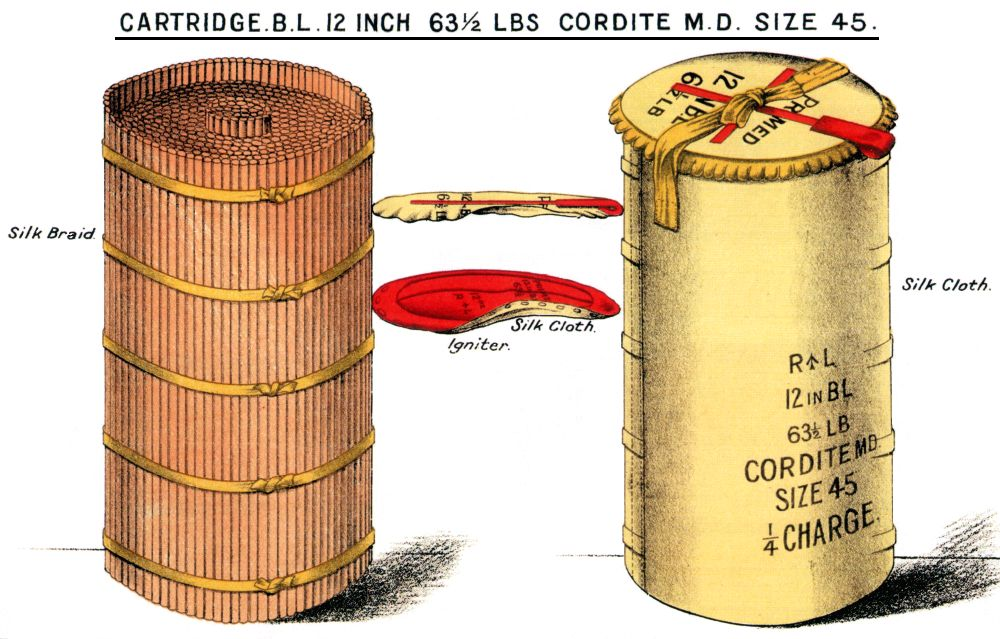
Картуз 12-дюймового орудия Mk.IX.
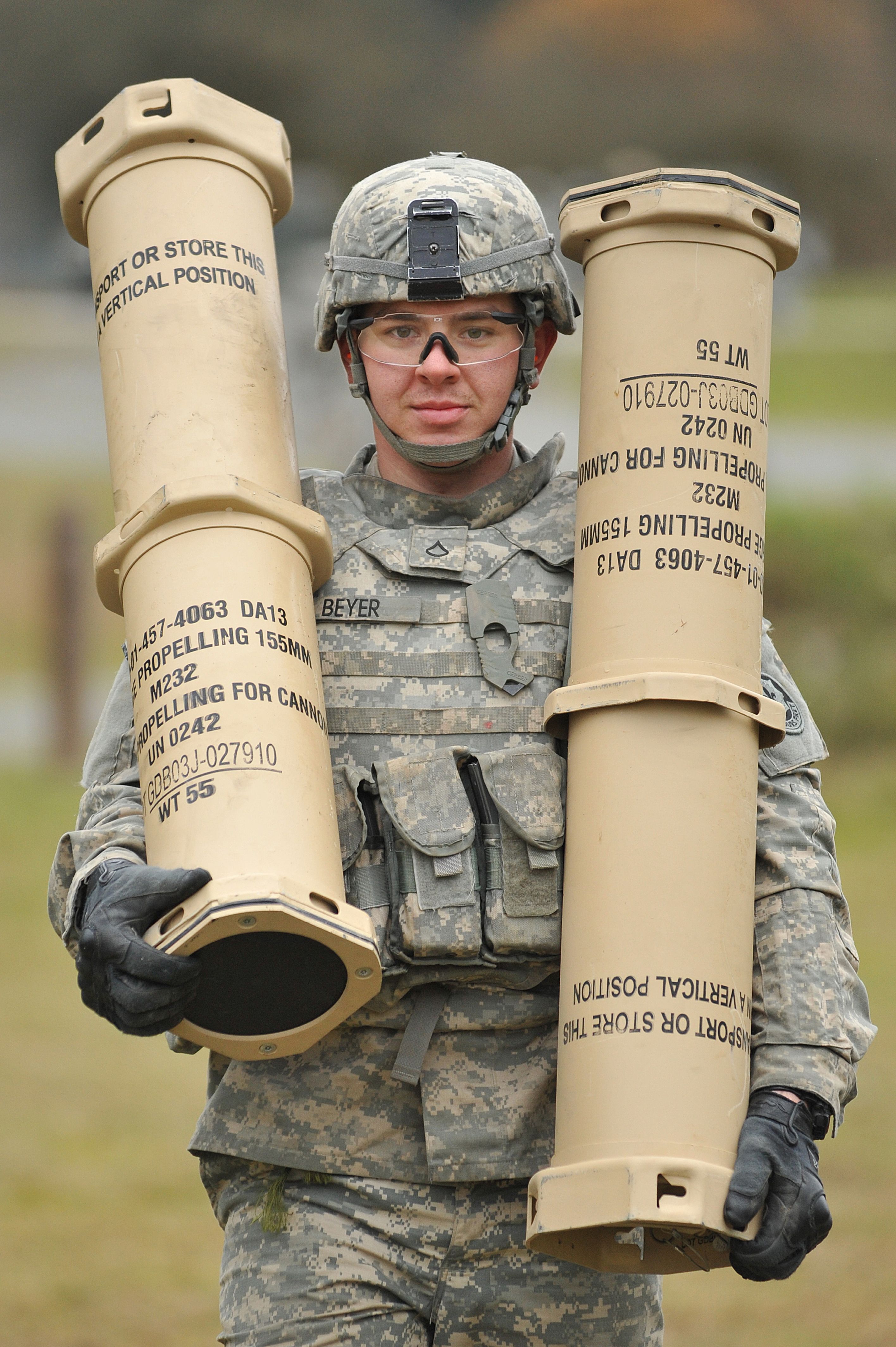
Ёмкости для хранения зарядных картузов к 155-мм гаубице M777.